# Ortolyk
Ortolyk (en russe : Ортолык, en altaï méridional : Ортолык, litt. « île »), est un village de la république de l'Altaï en Russie. Il se situe dans le raïon de Koch-Agatch, raïon le plus au sud de la république, dans la steppe de la Tchouïa. Il forme la municipalité rurale d'Ortolyk, dont il est sa seule localité, et sa population s'élevait à 788 habitants en 2023.

## Géographie

### Situation administrative
Le village d'Ortolyk se trouve dans la république de l'Altaï, république du sud de la Sibérie en Russie. Faisant partie du district fédéral sibérien, il se trouve à 682 km au sud-est de Novossibirsk, la capitale du district. Ortolyk se situe aussi à 3 404 km à l'est de Moscou, ainsi qu'à 289 km au sud de Gorno-Altaïsk, la capitale de son sujet.
Ortolyk est l'un des seize villages du raïon de Koch-Agatch. Il forme aussi en totalité la municipalité rurale d'Ortolyk, Ortolyk étant la seule localité de cette municipalité rurale, et donc son chef-lieu.
| Tchagan-Ouzoun (11 km) |                         |                     |
|                        | Ortolyk                 | Koch-Agatch (13 km) |
|                        | Moukhor-Tarkhata (6 km) |                     |

### Situation géographique
Concernant la géographie, Ortolyk se trouve dans le sud du Haut-Altaï, nom de la partie russe de l'Altaï, un vaste système montagneux en Asie centrale. Au sein de l'Altaï, il se trouve dans la steppe de la Tchouïa, vaste plaine créée par un lac glaciaire. Cette steppe est entourée au nord-ouest par la Tchouïa du Nord, à l'ouest par la Tchouïa du Sud, au sud par les monts Saïliouguem, à l'est par les monts Tchikhatchov et au nord-est par les monts Kouraï.
La steppe doit son nom à la Tchouïa, une rivière qui la traverse et qui est un sous-affluent de l'Ob. Le village se situe sur la rive droite de la Tchouïa, et possède de nombreux méandres au niveau du village. D'ailleurs, plusieurs rivières se jettent dans la Tchouïa au sud d'Ortolyk, dont le Ielangach, le Kok-Ouzek et la Tarkhata.

Carte OSM du village.

### Climat
Le climat de la localité est de type BSk selon la classification de Köppen. C'est-à-dire que le climat est semi-aride, avec des précipitations faibles, surtout l'été. Le mois le plus chaud est juillet, le plus froid est janvier. Le mois avec le plus de jours de pluie est juillet, et le moins sont janvier et février.

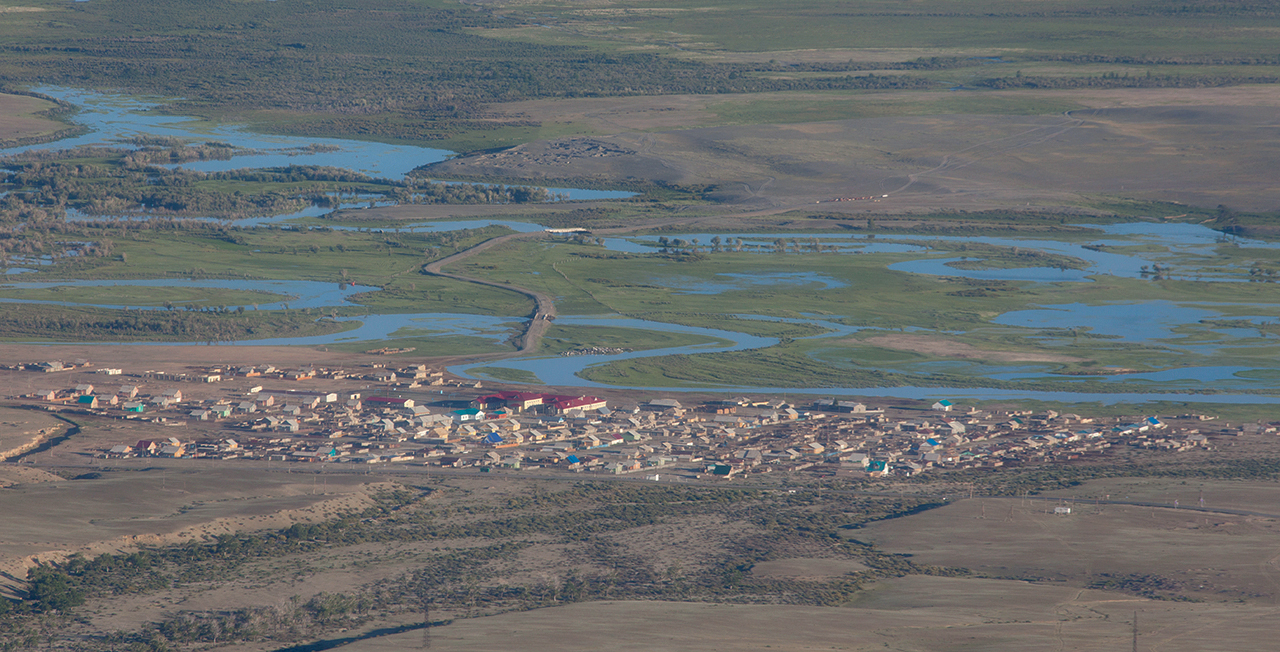
Vue aérienne du village.

| Mois                                | jan.  | fév.  | mars | avril | mai  | juin | jui. | août | sep. | oct. | nov.  | déc.  | année  |
| ----------------------------------- | ----- | ----- | ---- | ----- | ---- | ---- | ---- | ---- | ---- | ---- | ----- | ----- | ------ |
| Température minimale moyenne (°C)   | −26,3 | −23,7 | −17  | −7,7  | −8   | 6,3  | 8,5  | 6,4  | −0,1 | −9,8 | −19,9 | −24,5 | −10,84 |
| Température moyenne (°C)            | −21,2 | −17   | −9,9 | −1,5  | 5,3  | 12,3 | 14,1 | 12,2 | 5,6  | −4,1 | −14,4 | −19,8 | −6,53  |
| Température maximale moyenne (°C)   | −16,5 | −11,2 | −4,1 | 3,3   | 10,3 | 17,4 | 18,9 | 17,1 | 10,8 | 1,1  | −9,9  | −16   | 3,017  |
| Précipitations (mm)                 | 7     | 8     | 16   | 31    | 43   | 60   | 75   | 66   | 36   | 24   | 19    | 11    | 396    |
| Nombre de jours avec précipitations | 2     | 2     | 4    | 6     | 8    | 11   | 12   | 10   | 7    | 5    | 5     | 3     | 75     |
| Humidité relative (%)               | 63    | 63    | 59   | 57    | 54   | 57   | 60   | 59   | 56   | 59   | 67    | 65    | 59,92  |

## Politique et administration

Composition du conseil.

Le village forme entièrement la municipalité rurale d'Ortolyk, l'une des douze municipalités du raïon de Koch-Agatch. Cette municipalité rurale a un conseil de village, élu pour 5 ans et composé de 7 députés, avec à sa tête un chef.
Les dernières élections ont eu lieu en 2018, avec un taux de participation de 70 %. Dix candidats se sont présentés : 3 de Russie unie, 1 communiste, 1 de Russie juste et 5 sans étiquettes. Les 7 députés qui furent élus étaient les 3 de Russie unie, le communiste et celui de Russie juste ainsi que 2 des 5 sans étiquettes. Les prochaines élections auront lieu en septembre 2023.

## Démographie
Recensements (*) et estimations de la population,,,:
| 2002* | 2010* | 2011 | 2012 |
| ----- | ----- | ---- | ---- |
| 763   | 688   | 690  | 683  |

| 2013 | 2014 | 2015 | 2016 |
| ---- | ---- | ---- | ---- |
| 662  | 660  | 646  | 658  |

| 2017 | 2018 | 2019 | 2020 |
| ---- | ---- | ---- | ---- |
| 637  | 632  | 616  | 632  |

| 2021* | 2023 | - | - |
| ----- | ---- | - | - |
| 757   | 788  | - | - |

En 2002, sur les 763 habitants, il y avait 82 % d'Altaïens, soit 625 habitants.

## Économie, services et transports

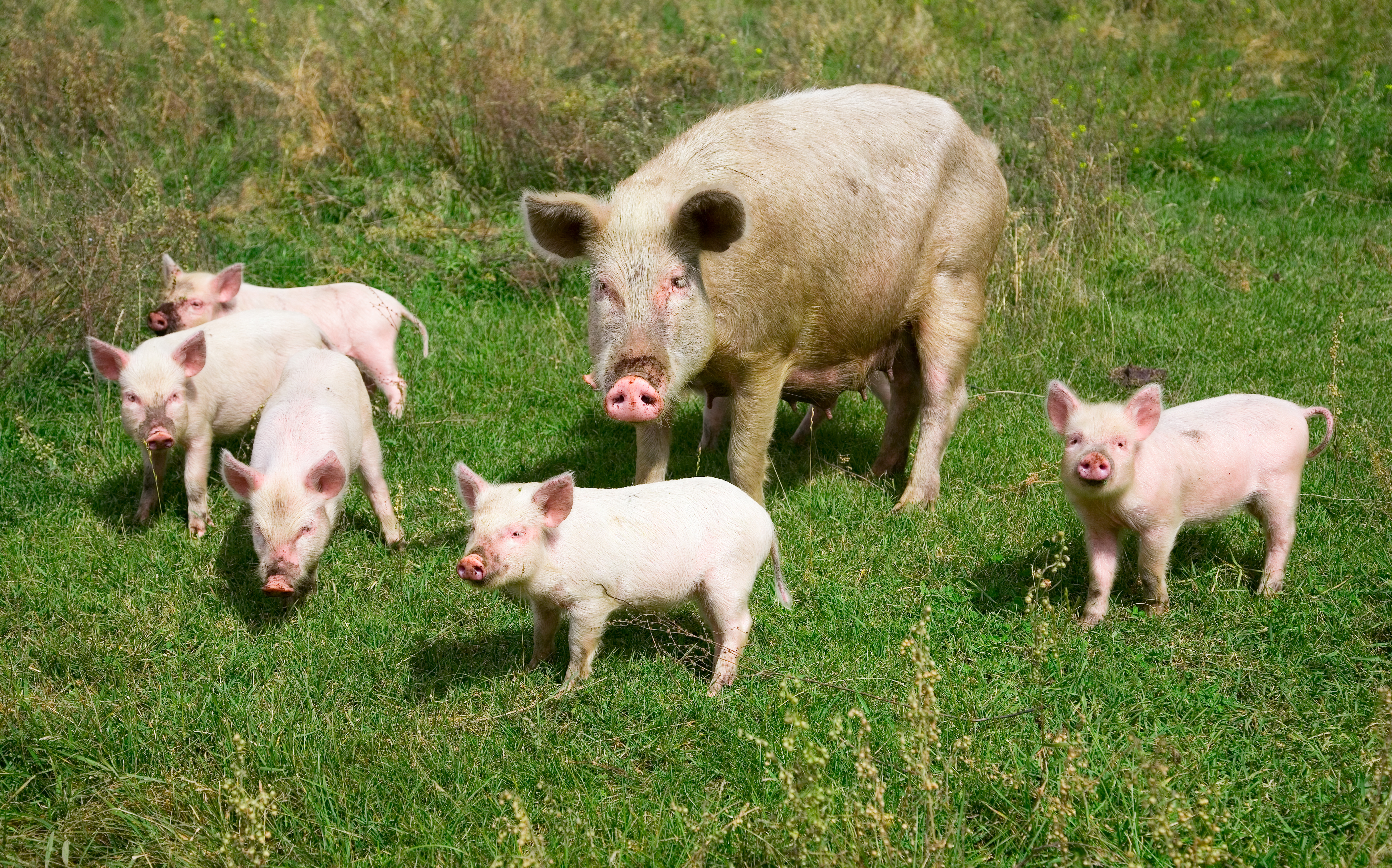
Cochons dans le village.

Le village d'Ortolyk dispose d'une école, d'un jardin d'enfants, et vit principalement de l'élevage bovin et d'autres animaux.
Le village est desservi par la route de la Tchouïa au 877e km, route fédérale allant de Novossibirsk jusqu'à Tachanta, en desservant de très nombreuses localités de la république, et agissant comme l'axe de transport principal. Sinon, un pont sur la Tchouïa existe dans le village, qui est en train d'être rénové en 2023. Ce pont est le début de la route régionale 84K-41, une piste allant jusqu'au village de Beltir.
Plusieurs itinéraires de randonnées et d'excursions partent ou traversent le village, principalement en direction des montagnes entourant la steppe (monts Kouraï, Alpes de la Tchouïa), ainsi que surtout vers la vallée du Ielangach, où se trouvent les pétroglyphes de la vallée du Ielangach. Près du village se trouve le glissement du Taldour, les résultats d'un glissement de terrain dans la vallée de la rivière Taldour provoqué par le séisme de 2003 de la Tchouïa.